# Tvärstjärtad drongogök
Tvärstjärtad drongogök (Surniculus lugubris) är en sydasiatisk fågel i familjen gökar inom ordningen gökfåglar med omtvistad systematik.

## Utseende och läte
Tvärtstjärtad drongogök är en glansigt helsvart, relativt liten (25 cm) gök med vitbandade undre stjärttäckare. Näbben är tunn och nedåtböjd. Ungfågeln är vitfläckad. Lätet består av en upprepad stigande serie visslingar som avbryts plötsligt.
Arten är mycket lik nära släktingarna klykstjärtad drongogök, filippindrongogök och moluckdrongogök, och alla har tidigare behandlats som en och samma art (se nedan). Klykstjärtad drongogök skiljer sig dock genom just kluven stjärt, men även tunnare näbb och kortare handpenneprojektion. Filippindrongogök och moluckdrongogök har båda matt, purpursvart dräkt. Den förra har också mycket mindre vitt på undre stjärttäckarna, kortare stjärt och avvikande rostbrun ungfågeldräkt. Moluckdrongogöken har å andra sidan mycket mer vitt under den mycket längre stjärten.

## Utbredning och systematik
Tvärstjärtad drongogök delas in i tre underarter med följande utbredning:
- Surniculus lugubris lugubris – Java och Bali
- Surniculus lugubris brachyurus – Himalaya från Kashmir till nordöstra Indien samt Bangladesh, Myanmar och Thailand genom Malackahalvön till Sumatra, Borneo och Palawan
- Surniculus lugubris barussarum – häckar i nordöstra Indien, norra Myanmar, norra Thailand, norra Indokina och sydöstra Kina, inklusive Hainan; övervintrar så långt söderut som till Sumatra

Underarten barussarum behandlades tidigare som underart till klykstjärtad drongogök. Tidigare betraktades moluckdrongogök (S. musschenbroeki), klykstjärtad drongogök (S. dicruroides) och filippinsk drongogök (S. vetulinus) ingå i S. lugubris (då under det svenska trivialnamnet asiatisk drongogök) och vissa gör det fortfarande. Populationen i sydvästra Filippinerna urskiljs ibland som den egna underarten minimus.

## Status och hot
Arten har ett stort utbredningsområde och en stor population, men tros minska i antal, dock inte tillräckligt kraftigt för att den ska betraktas som hotad. Internationella naturvårdsunionen IUCN kategoriserar därför arten som livskraftig (LC).

## Namn
Fågeln kallades tidigare asiatisk drongogök när musschenbroeki och dicruroides inkluderades i arten.